# Québriac
Québriac est une commune française située dans le département d'Ille-et-Vilaine en région Bretagne, peuplée de 1 590 habitants.

## Géographie
Située entre Rennes (30 km) et Saint-Malo (42 km), à deux pas de Tinténiac, Québriac jouit de la proximité de la voie express RD 137 nord/sud entre ces deux villes. Dans le sens est/ouest, Québriac se situe par la D20, dans l'axe Pontorson/Combourg/Bécherel pour rejoindre la 4 voies Rennes/Brest à Quédillac. La commune est proche par ailleurs de Dinan (20 km).
Québriac se trouve également située sur le canal d'Ille-et-Rance qui, par la Rance et la Vilaine, assure le passage entre Manche et Océan. Cet axe, autrefois utilisé par les chalands pour le transport de matériaux et produits divers, est très apprécié aujourd'hui des plaisanciers. Il a subi des aménagements nombreux sur les abords, pour les adeptes de randonnées.
Du point de vue de la richesse de la flore, Québriac fait partie des communes du département possédant dans leurs différents biotopes le plus de taxons, soit 503 pour une moyenne communale de 348 taxons et un total départemental de 1 373 taxons (118 familles). On compte notamment 42 taxons à forte valeur patrimoniale (total de 207) ; 13 taxons protégés et 35 appartenant à la liste rouge du Massif armoricain (total départemental de 237).

### Communes limitrophes
|                | La Chapelle-aux-Filtzméens | Combourg |
| Saint-Domineuc | Québriac                   |          |
|                | Tinténiac                  | Dingé    |

### Hydrographie
Pour un article plus général, voir Réseau hydrographique d'Ille-et-Vilaine.
La commune est située dans le bassin Loire-Bretagne. Elle est drainée par le canal d'Ille et Rance, la Donac, le Moulin Neuf et le ruisseau de Tanouarn,,.
Le canal d'Ille-et-Rance est un canal, chenal et un cours d'eau naturel navigable, d'une longueur de 84 km, prend sa source dans la commune de Montreuil-sur-Ille et se jette  dans l'Ille à Saint-Grégoire, après avoir traversé 25 communes. 
La Donac, d'une longueur de 18 km, prend sa source dans la commune de Dingé et se jette  dans le Canal d'Ille-et-Rance  à Pleugueneuc, après avoir traversé sept communes. 

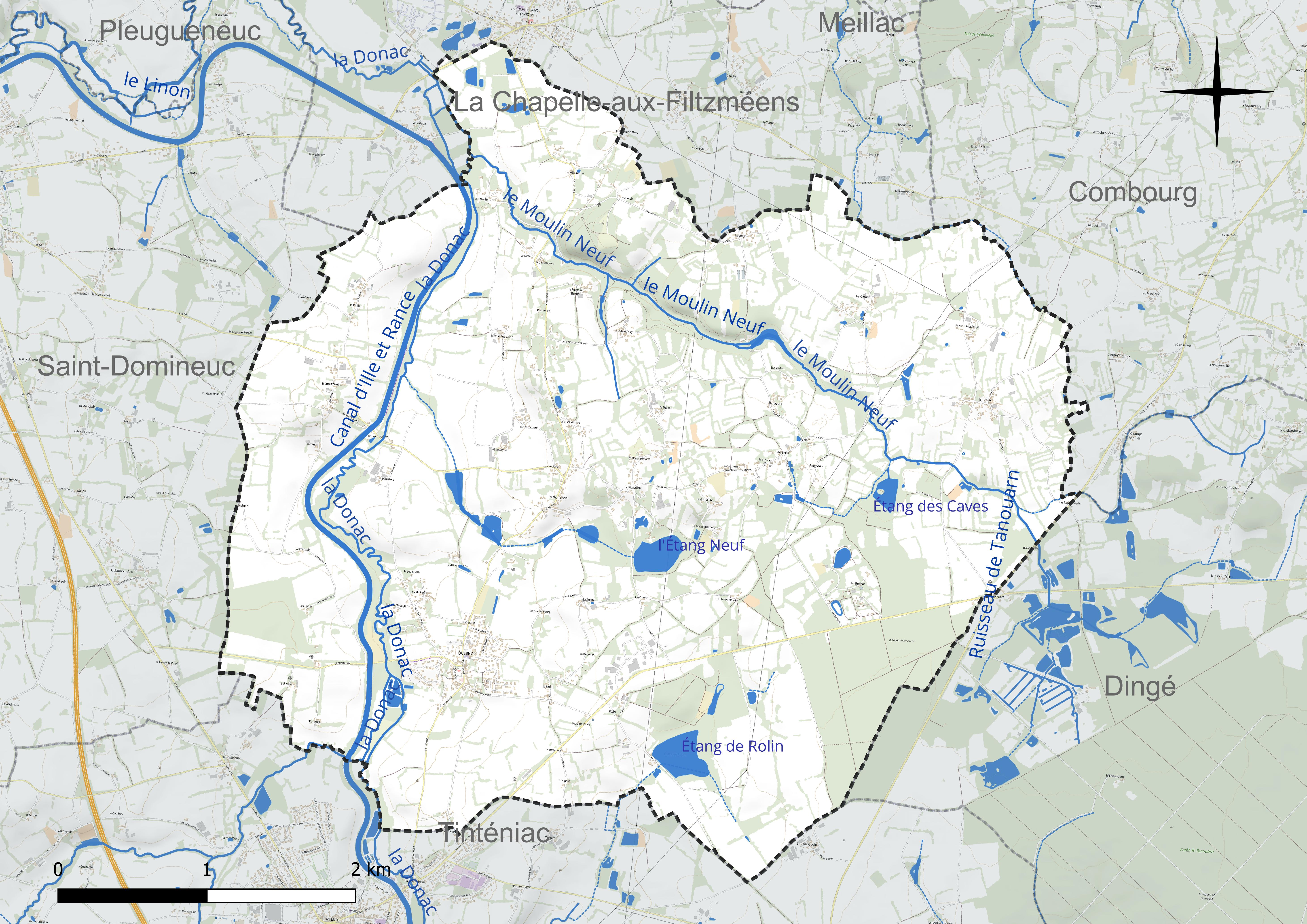
Réseau hydrographique de Québriac.

Quatre plans d'eau complètent le réseau hydrographique : l'étang de Rolin (7,59 ha), l'étang des Caves (2,42 ha), l'étang des étanchets (1,93 ha) et l'étang Neuf (6,05 ha),.

### Climat
Pour des articles plus généraux, voir Climat de la Bretagne et Climat d'Ille-et-Vilaine.
En 2010, le climat de la commune est de type climat océanique altéré, selon une étude du CNRS s'appuyant sur une série de données couvrant la période 1971-2000. En 2020, Météo-France publie une typologie des climats de la France métropolitaine dans laquelle la commune est exposée à un climat océanique et est dans la région climatique  Bretagne orientale et méridionale, Pays nantais, Vendée, caractérisée par une faible pluviométrie en été et une bonne insolation. Parallèlement l'observatoire de l'environnement en Bretagne publie en 2020 un zonage climatique de la région Bretagne, s'appuyant sur des données de Météo-France de 2009. La commune est, selon ce zonage, dans la zone « Intérieur Est », avec des hivers frais, des étés chauds et des pluies modérées.  
Pour la période 1971-2000, la température annuelle moyenne est de 11,4 °C, avec une amplitude thermique annuelle de 12,4 °C. Le cumul annuel moyen de précipitations est de 747 mm, avec 11,9 jours de précipitations en janvier et 6,8 jours en juillet. Pour la période 1991-2020, la température moyenne annuelle observée sur la station météorologique la plus proche, située sur la commune du Quiou à 13 km à vol d'oiseau, est de 11,6 °C et le cumul annuel moyen de précipitations est de 757,4 mm,. Pour l'avenir, les paramètres climatiques de la commune estimés pour 2050 selon différents scénarios d'émission de gaz à effet de serre sont consultables sur un site dédié publié par Météo-France en novembre 2022.

## Urbanisme

### Typologie
Au 1er janvier 2024, Québriac est catégorisée commune rurale à habitat dispersé, selon la nouvelle grille communale de densité à sept niveaux définie par l'Insee en 2022.
Elle est située hors unité urbaine. Par ailleurs la commune fait partie de l'aire d'attraction de Rennes, dont elle est une commune de la couronne,. Cette aire, qui regroupe 183 communes, est catégorisée dans les aires de 700 000 habitants ou plus (hors Paris),.

### Occupation des sols
L'occupation des sols de la commune, telle qu'elle ressort de la base de données européenne d'occupation biophysique des sols Corine Land Cover (CLC), est marquée par l'importance des territoires agricoles (91,3 % en 2018), en diminution par rapport à 1990 (93,4 %). La répartition détaillée en 2018 est la suivante : 
zones agricoles hétérogènes (51,8 %), terres arables (25,2 %), prairies (14,3 %), forêts (4,7 %), zones urbanisées (2,1 %), milieux à végétation arbustive et/ou herbacée (1,9 %). L'évolution de l'occupation des sols de la commune et de ses infrastructures peut être observée sur les différentes représentations cartographiques du territoire : la carte de Cassini (XVIIIe siècle), la carte d'état-major (1820-1866) et les cartes ou photos aériennes de l'IGN pour la période actuelle (1950 à aujourd'hui).

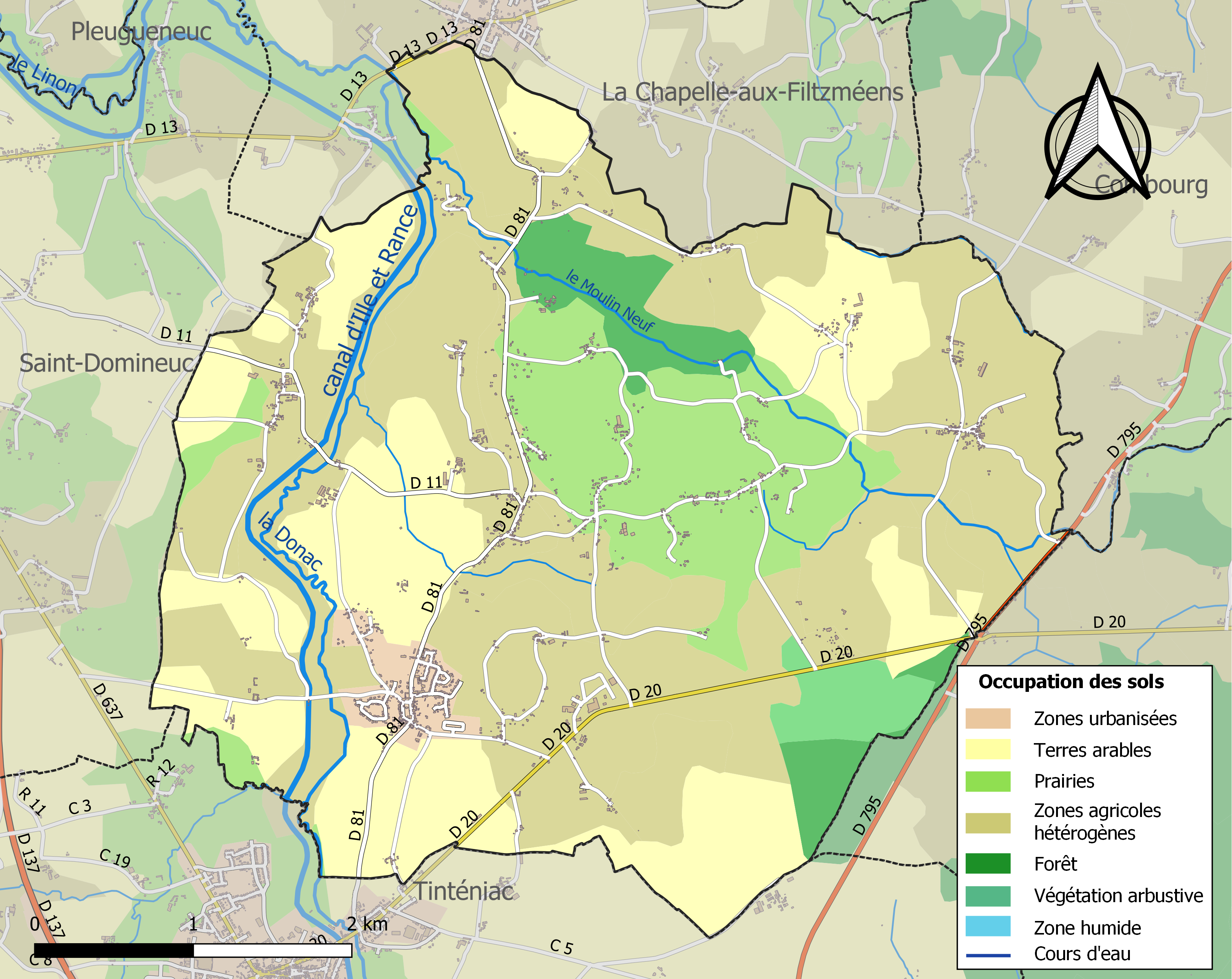
Carte des infrastructures et de l'occupation des sols de la commune en 2018 (CLC).

## Toponymie
Le nom de la localité est attesté sous les formes Kibriaco et Quibricacum en 1133, Chibriac en 1147, Quibriac en 1170, Québriach en 1183, Quebriac en 1199.
Le nom gallo de la commune est Couberia, prononcé [kubr̩ja].

## Histoire
Le nom est porté par les seigneurs de Québriac, dont le premier est Payen de Québriac vers 1133 jusqu'à Thomas IV de Québriac décédé en 1553. La seigneurie passe ensuite aux Guémadeuc par le mariage de sa sœur Marguerite de Québriac avec François du Guémadeuc en 1539. Toussaint Du Guémadeuc, sire de Québriac tué en duel en 1606 et inhumé dans l'église de Québriac, est le dernier seigneur ayant habité le château.
Le 18 floréal an II (7 mai 1794), Québriac absorbe le lieu-dit de Saint-Méloir-des-Bois.
Le 11 mai 1836, Saint-Méloir lui est détachée pour être absorbée par la commune de Tinténiac.[réf. nécessaire]
Le 16 décembre 2012, la commune est frappée par une tornade.

## Politique et administration

### Rattachements administratifs et électoraux
Québriac appartient à l'arrondissement de Saint-Malo depuis 2017 et au canton de Combourg depuis le redécoupage cantonal de 2014. Avant cette date, elle faisait partie du canton de Hédé.
Pour l'élection des députés, la commune fait partie depuis 1986 de la deuxième circonscription d'Ille-et-Vilaine, représentée depuis juillet 2024 par Tristan Lahais (G·s-NFP). Auparavant, elle a successivement appartenu à la circonscription de Rennes (Second Empire), la 2e circonscription de Rennes (1876-1919), la 1re circonscription de Rennes (1928-1940) et la 1re circonscription (1958-1986).

### Intercommunalité
Depuis le 6 décembre 1995, Québriac appartient à la communauté de communes Bretagne Romantique.

### Administration municipale
Le nombre d'habitants au dernier recensement étant compris entre 500 et 1 499, le nombre de membres du conseil municipal est de 15.

### Liste des maires
| Période                                  | Période          | Identité                | Étiquette    | Qualité |
| ---------------------------------------- | ---------------- | ----------------------- | ------------ | --- |
| Les données manquantes sont à compléter. |                  |                         |              | |
| décembre 1919                            | ?                | Th. Legendre            |              | |
| 1920 ?                                   | 1945             | François Legendre       |              | |
| 1945                                     | 1947             | Louis Carré             |              | |
| 1947                                     | 1960             | Joseph Morin            | MRP puis DVD | Agriculteur Conseiller général du canton de Hédé (1949 → 1961)                                                     |
| 1960                                     | 1972 (démission) | Joseph Houitte          |              | Agriculteur retraité, maire honoraire Adjoint au maire (1947 → 1960 puis 1972 → 1976) Chevalier du Mérite agricole |
| décembre 1972                            | juin 1995        | Yves Launay             |              | Agriculteur, maire honoraire (1995)                                                                                |
| juin 1995                                | mars 2008        | Jean-Claude Goupil      | DVG          | Retraité de l'enseignement, maire honoraire (2009)                                                                 |
| mars 2008                                | 28 mai 2020      | Armand Châteaugiron     |              | Consultant informatique                                                                                            |
| 28 mai 2020                              | En cours         | Marie-Madeleine Gamblin |              | Rédactrice territoriale                                                                                            |

### Jumelages
Avec Saint-Domineuc, la commune est associée aux jumelages de Tinténiac, :
- Botesdale (Royaume-Uni) depuis 1993
- Redgrave (en) (Royaume-Uni) depuis 1993
- Rickinghall (Royaume-Uni) depuis 1993
- Bersenbrück (Allemagne) depuis 2000

## Démographie
L'évolution du nombre d'habitants est connue à travers les recensements de la population effectués dans la commune depuis 1793. Pour les communes de moins de 10 000 habitants, une enquête de recensement portant sur toute la population est réalisée tous les cinq ans, les populations de référence des années intermédiaires étant quant à elles estimées par interpolation ou extrapolation. Pour la commune, le premier recensement exhaustif entrant dans le cadre du nouveau dispositif a été réalisé en 2008.
En 2022, la commune comptait 1 590 habitants, en évolution de +0,38 % par rapport à 2016 (Ille-et-Vilaine : +5,46 %, France hors Mayotte : +2,11 %).
| 1793  | 1800  | 1806  | 1821  | 1831  | 1836  | 1841  | 1846  | 1851  |
| ----- | ----- | ----- | ----- | ----- | ----- | ----- | ----- | ----- |
| 1 280 | 1 301 | 1 328 | 1 193 | 1 438 | 1 435 | 1 432 | 1 456 | 1 364 |

| 1856  | 1861  | 1866  | 1872  | 1876  | 1881  | 1886  | 1891  | 1896  |
| ----- | ----- | ----- | ----- | ----- | ----- | ----- | ----- | ----- |
| 1 405 | 1 431 | 1 454 | 1 437 | 1 531 | 1 532 | 1 531 | 1 522 | 1 518 |

| 1901  | 1906  | 1911  | 1921  | 1926  | 1931  | 1936  | 1946 | 1954 |
| ----- | ----- | ----- | ----- | ----- | ----- | ----- | ---- | ---- |
| 1 504 | 1 401 | 1 334 | 1 124 | 1 065 | 1 058 | 1 006 | 940  | 971  |

| 1962 | 1968 | 1975 | 1982 | 1990 | 1999  | 2006  | 2008  | 2013  |
| ---- | ---- | ---- | ---- | ---- | ----- | ----- | ----- | ----- |
| 822  | 794  | 686  | 837  | 888  | 1 040 | 1 336 | 1 421 | 1 553 |

| 2018  | 2022  | - | - | - | - | - | - | - |
| ----- | ----- | - | - | - | - | - | - | - |
| 1 574 | 1 590 | - | - | - | - | - | - | - |

## Lieux et monuments
- Étang de Rolin, exemple d'étang dystrophe en Ille-et-Vilaine[36]

### Vestiges préhistoriques et antiques
- Substructions romaines.

### Architecture civile

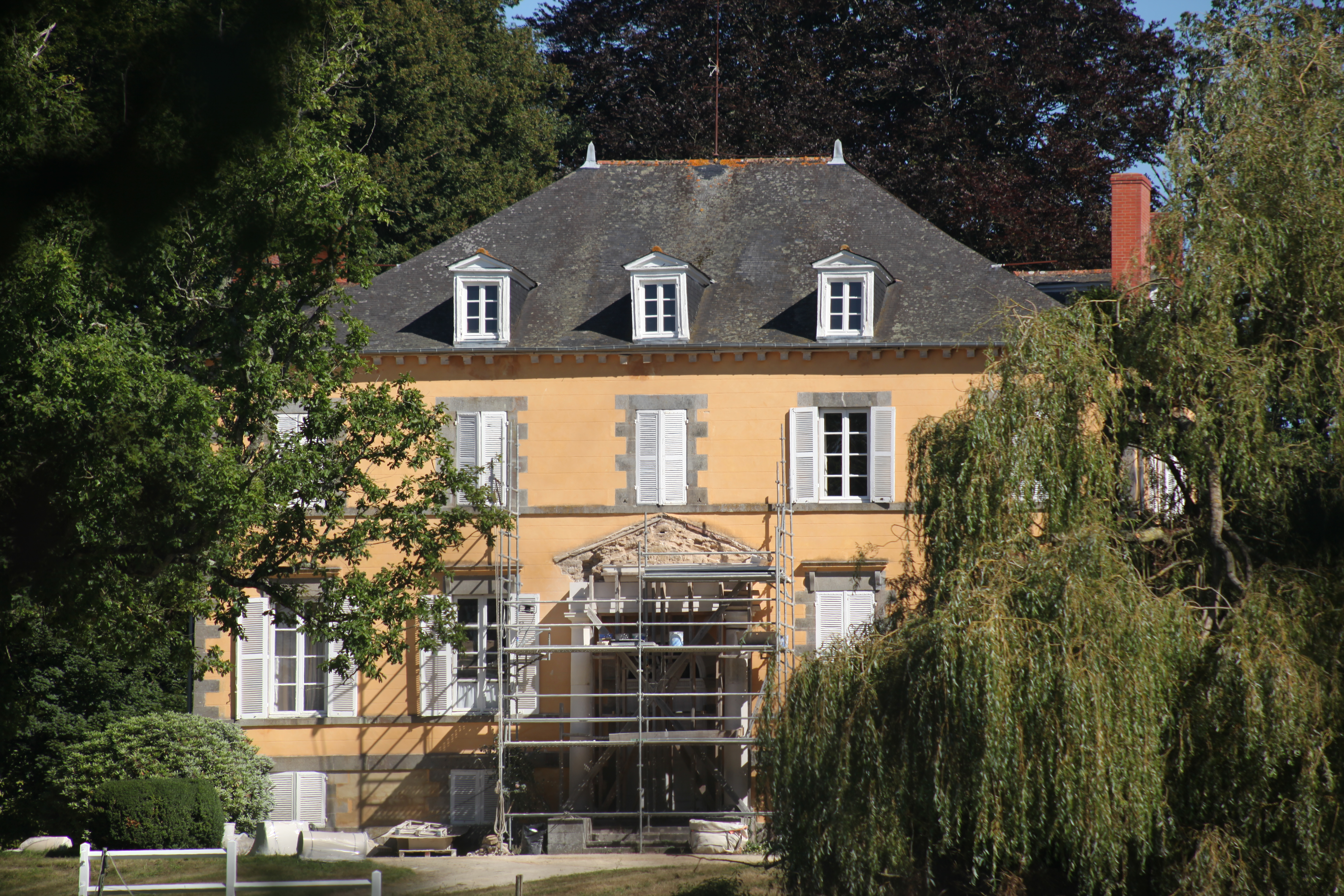
La façade ouest du château de Quebriac.

- Château de Québriac (1827), inscrit MH[37]
- Manoir de la Motte aux Rochers : tourelle et chapelle reconvertie en gîte rural ; la Gromillais.
- Maisons anciennes aux hameaux de Saint-Séliac, de Travoux, de la Ville-Heslouin.
- Motte de Tremagouët.

### Architecture religieuse
- Église Saint-Pierre date des XIIe et XIIIe siècle, fut remaniée du  XIVe au  XIXe siècle :
  - la tour date du XVIIe, elle est surmontée d'une flèche hélicoïdale, qui en fait un clocher tors,
  - la nef date du XVe siècle, la chapelle sud du XVIIe siècle,
  - la statue de saint Fiacre,
  - le mobilier et les vitraux XIXe.

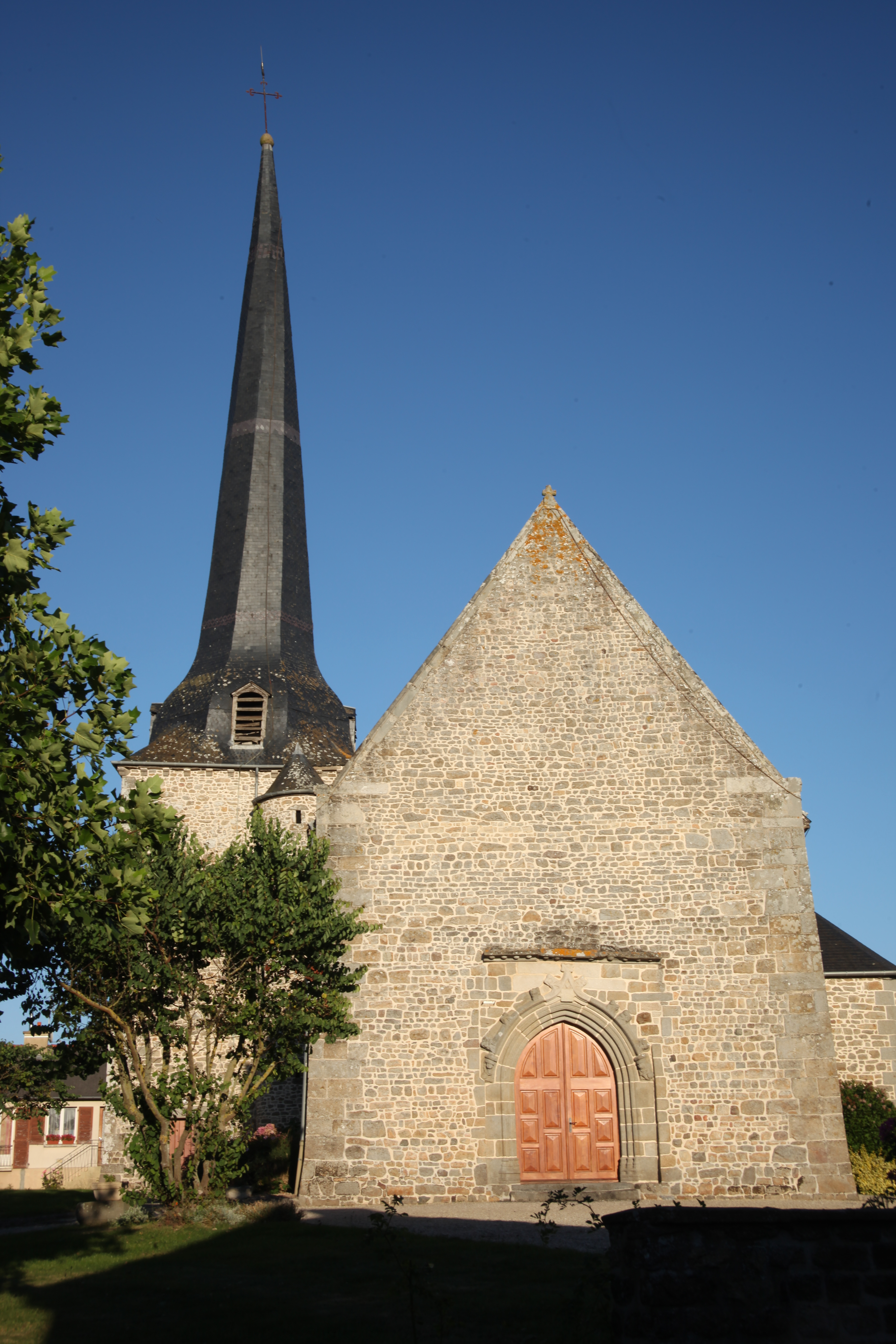
L'église Saint-Pierre (face ouest).
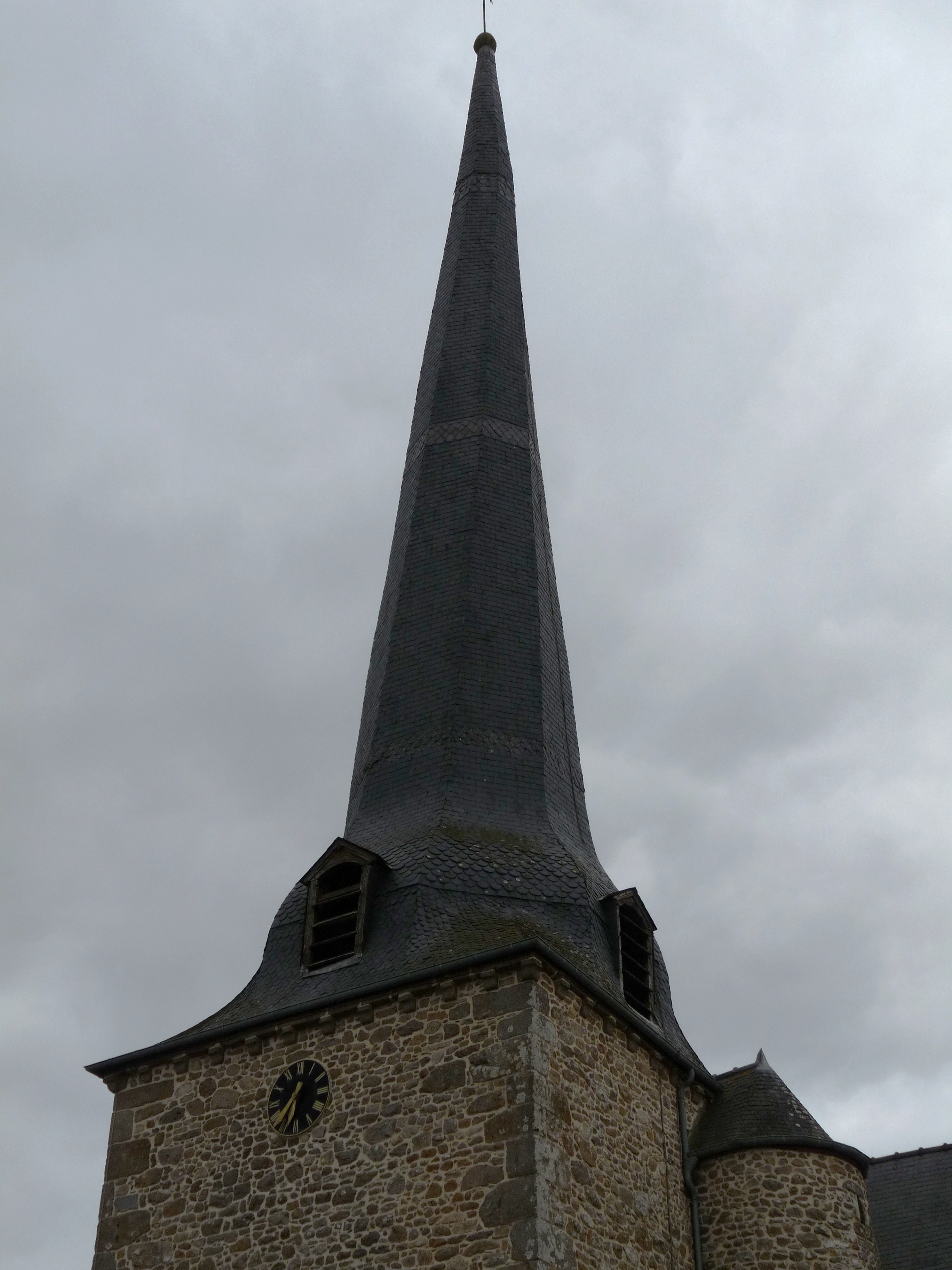
Le clocher de l'église Saint-Pierre.
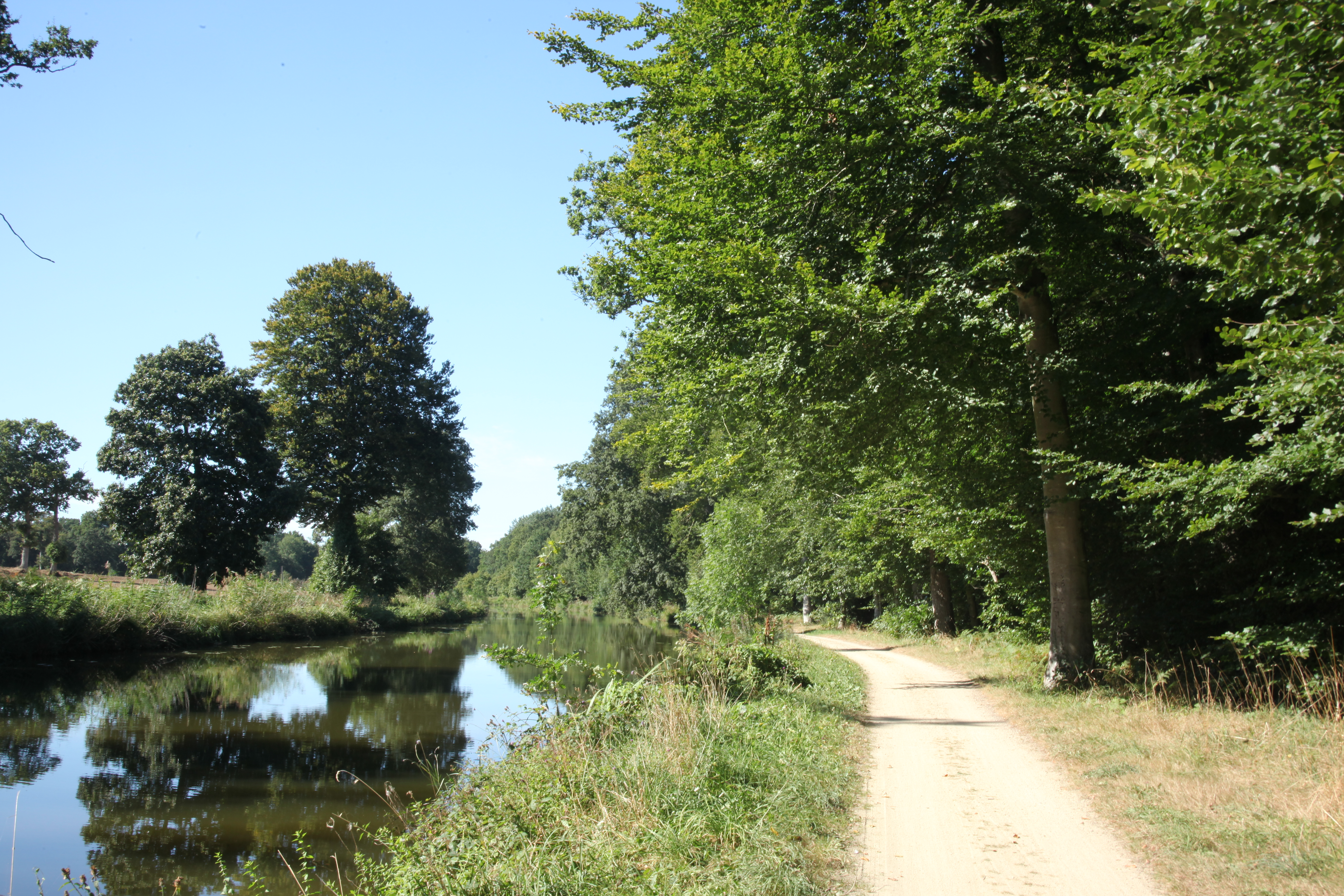
Le canal d'Ille-et-Rance.

## Personnalités liées
- Cyril Celestin, dit Guizmo, musicien et chanteur du groupe Tryo, y vit[38].

### Archives
- Bailliage de Québriac, 1754, dénombrement, registre de 432 p., cote 14 J 42 > Fonds Freslon de la Freslonnière, (14 J), Archives I&V.